# Discocactus diersianus
Discocactus diersianus es una especie de planta suculenta perteneciente al género Discocactus, dentro de la familia Cactaceae. Es endémica del centro de Brasil y su ciclo generacional es de 20 años.

## Descripción
Discocactus diersianus es una especie de cactus pequeño que normalmente crece de forma solitaria, aunque en ocasiones puede formar grupos cuando están dañadas por el fuego. Los tallos miden de 10 a 13 cm de alto y de 25 a 26 cm de diámetro. Su forma va de discoidal a globosa aplastada, tienen la epidermis de color verde oliva a verde oscuro y sus raíces son ramificadas.

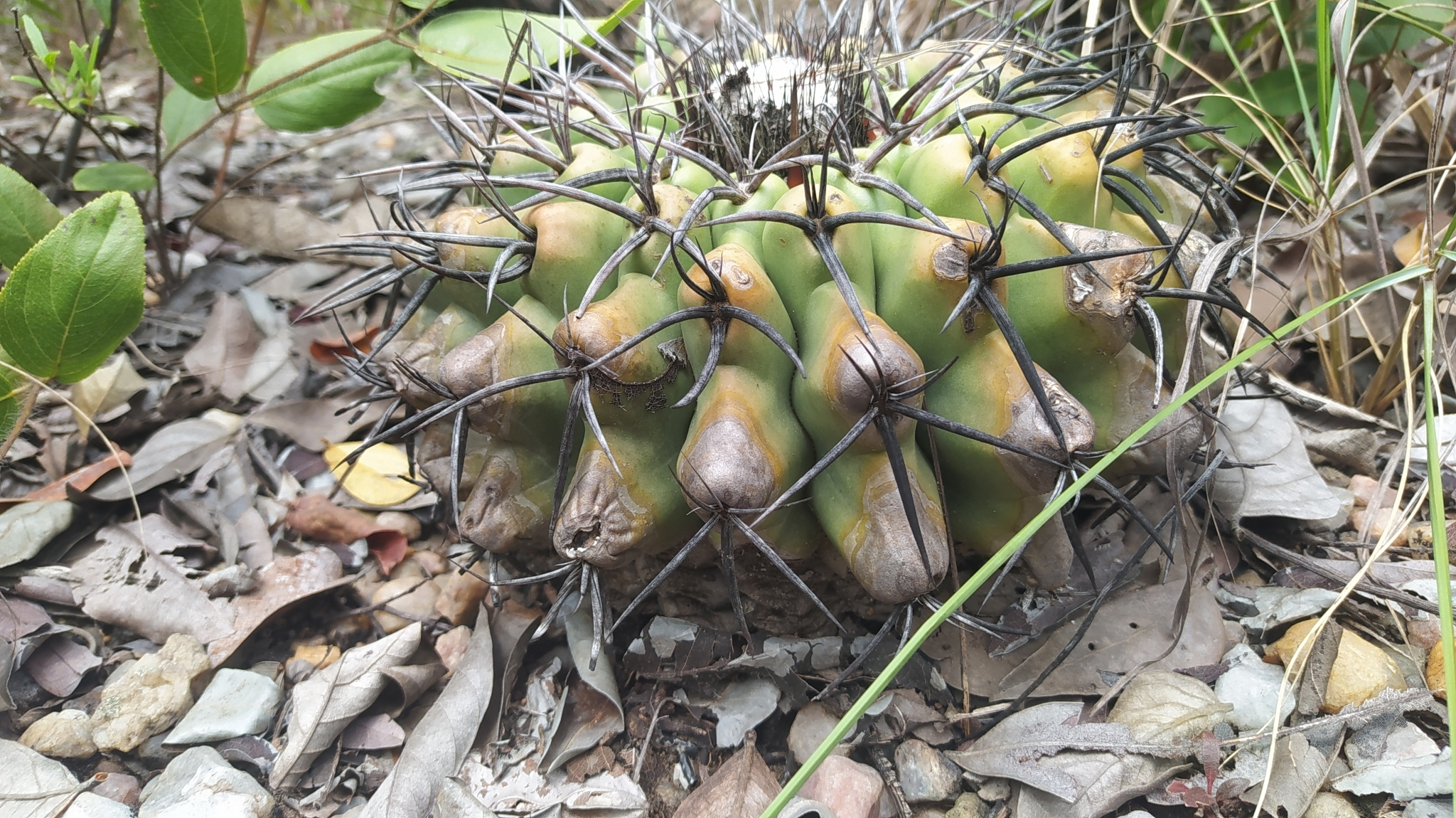
Detalle de los tubérculos y espinas

Presenta de 13 a 18 costillas bien definidas, dispuestas de forma vertical o ligeramente en espiral. Tienen una depresión o surco en forma de "V" justo debajo de cada areola y están divididas en tubérculos redondeados. Sobre ellos se asientan areolas por encima del nivel del suelo (de 4 a 6 por costilla), de forma más o menos ovaladas. Aparecen hundidas y miden de 1 a 1,2 mm de largo y 0,7 mm de ancho.
Las espinas son de color gris a gris parduzco o gris negruzco con las puntas de color marrón oscuro a negro. Son fuertemente curvadas o ganchudas, redondeadas o cuadrangulares en sección transversal. Suelen poseer una única espina central (que puede faltar) de 4 cm de largo, y de 4 a 10 espinas radiales de 6 a 8 cm de longitud.
En el ápice de las planta adultas se forma una estructura lanosa llamada cefalio, el cual mide 9 cm de altura y hasta 10 cm de diámetro. Está compuesto por lana blanca y en su margen presenta algunas cerdas de color marrón a rojizo de 4 a 5 cm de longitud. Esta estructura protege el extremo apical más sensible de la planta, tanto de las incidencias del frío nocturno como de las radiaciones ultravioletas demasiado intensas. Además, se cree que este cefalio tiene una función de atracción de polinizadores, ya que incluso antes de aparecer las flores suelen ser muy vistosos.

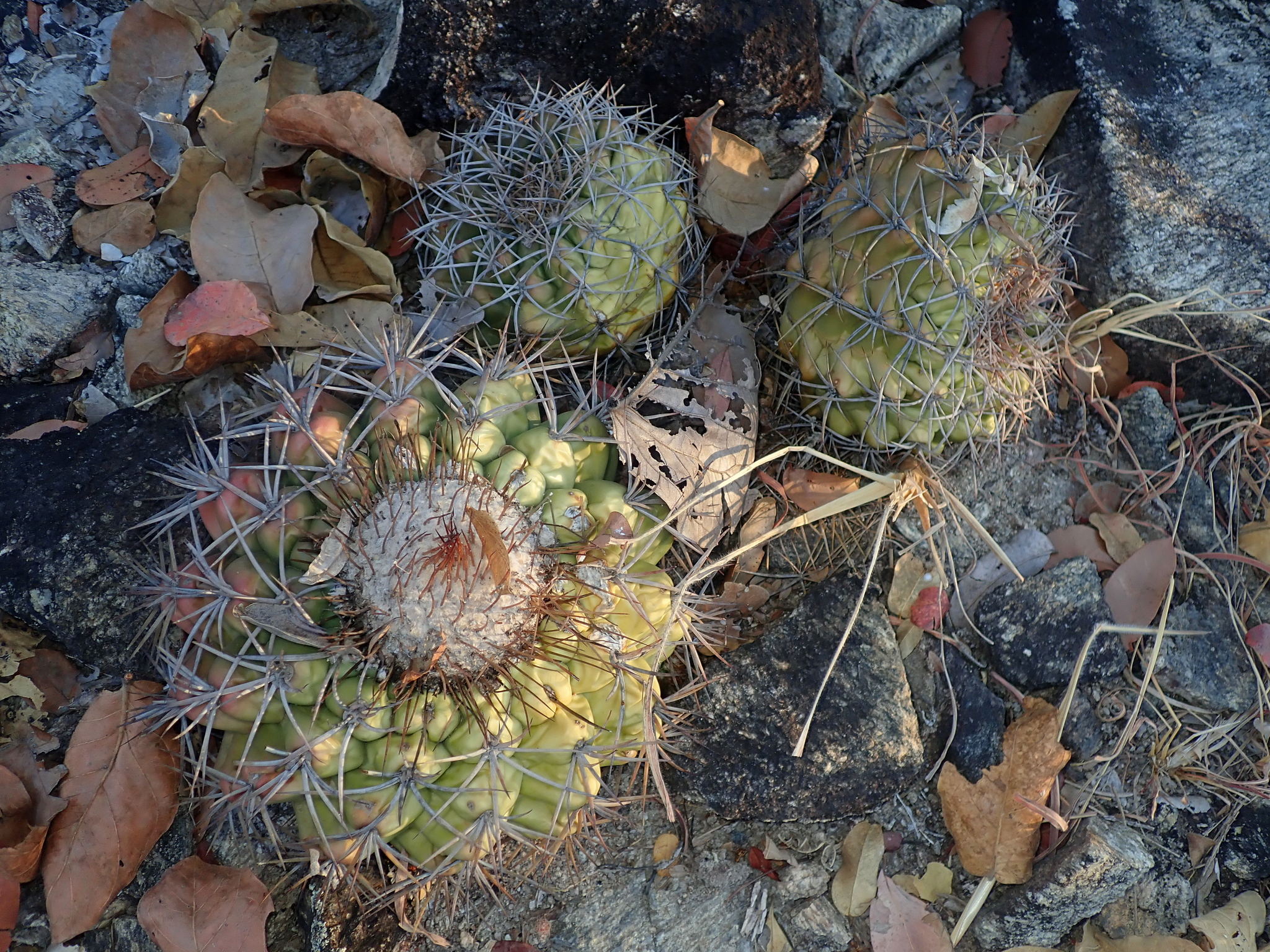
Planta con cefalio

Las flores son blancas, de aroma dulce (fragantes) y su forma va de tubular a embudo delgado. Surgen en el borde del cefalio, se abren por la noche y son polinizadas por polillas. Miden de 4 a 6 cm de largo y de 3 a 6 cm de diámetro, y los botones florales son de color blanco a verdoso. Su pericarpelo (ovario) aparece desnudo en la base y está cubierto de muy pocas escamas desnudas en sus axilas superiores. El tubo floral (receptáculo) es delgado, de color blanco verdoso y con escamas de color verde claro a blanco. Los segmentos internos del perianto miden unos 2,5 cm de largo y son de color blanco, y los externos, miden aproximadamente 3 cm de longitud y son blancos con el ápice rojo.

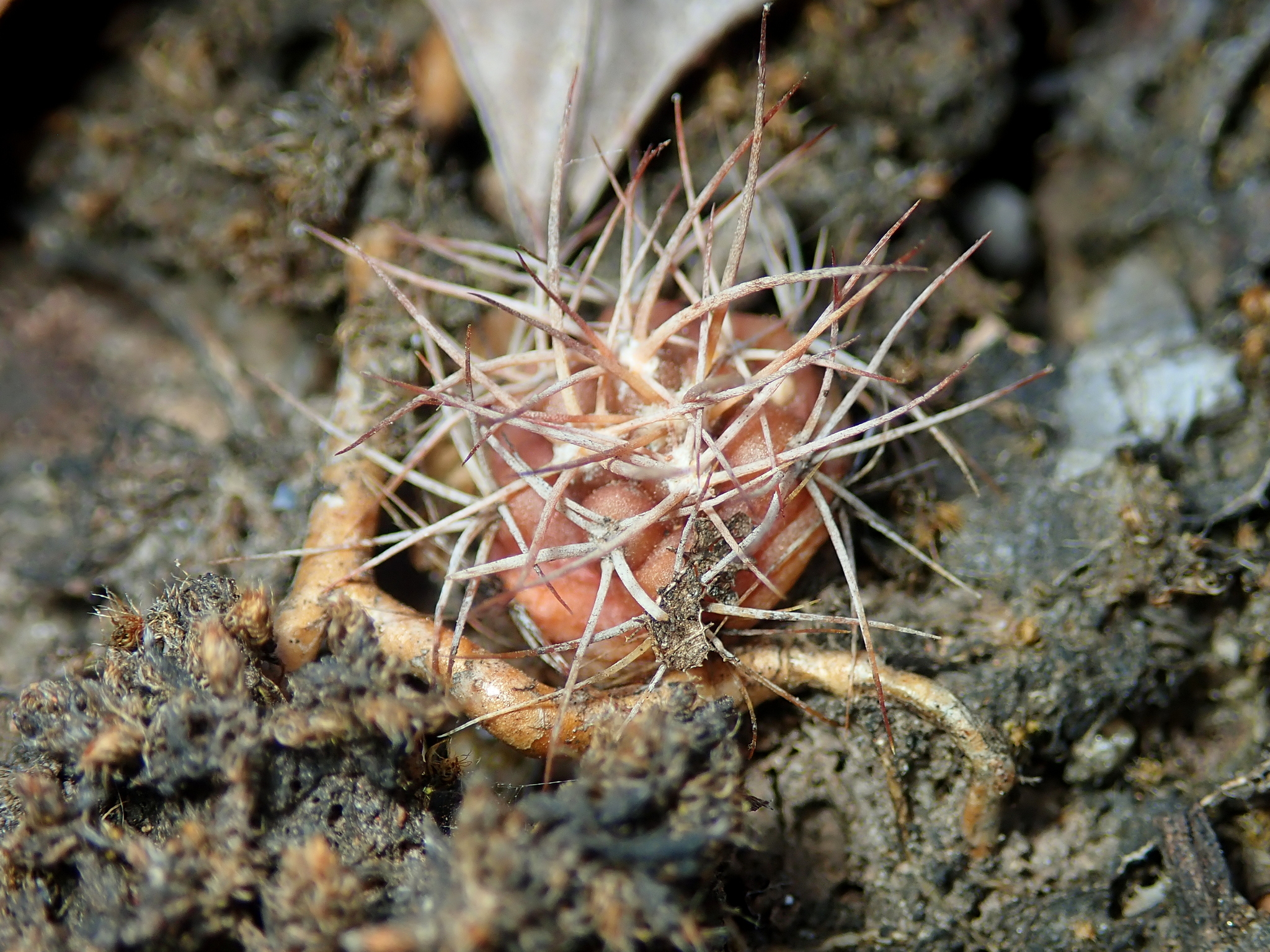
Plántula en crecimiento

Los estambres tienen filamentos de 0,5 a 3 cm de largo, con anteras color crema de 1,4 a 1,8 mm. El estilo mide de 1,5 a 2,2 cm de largo y el estigma presenta de 4 a 6 lóbulos. En su interior contiene óvulos dispuestos en racimos de 2 a 3, con funículos a menudo ramificados en la base y con pelos finos.
Los frutos son de color blanco a crema, con una tonalidad verdosa a marrón cerca del ápice. Son delgados y tienen forma de maza. Cuando están maduros se abren longitudinalmente y conservan restos florales persistentes. Miden unos 4,5 cm de largo y de 0,7 a 0,8 cm de ancho. En su interior contienen de 70 a 80 semillas negras brillantes y de forma ovalada. Miden de 1,2 a 1,7 mm de largo y tienen una testa con tubérculos más o menos alargados.

## Distribución y hábitat

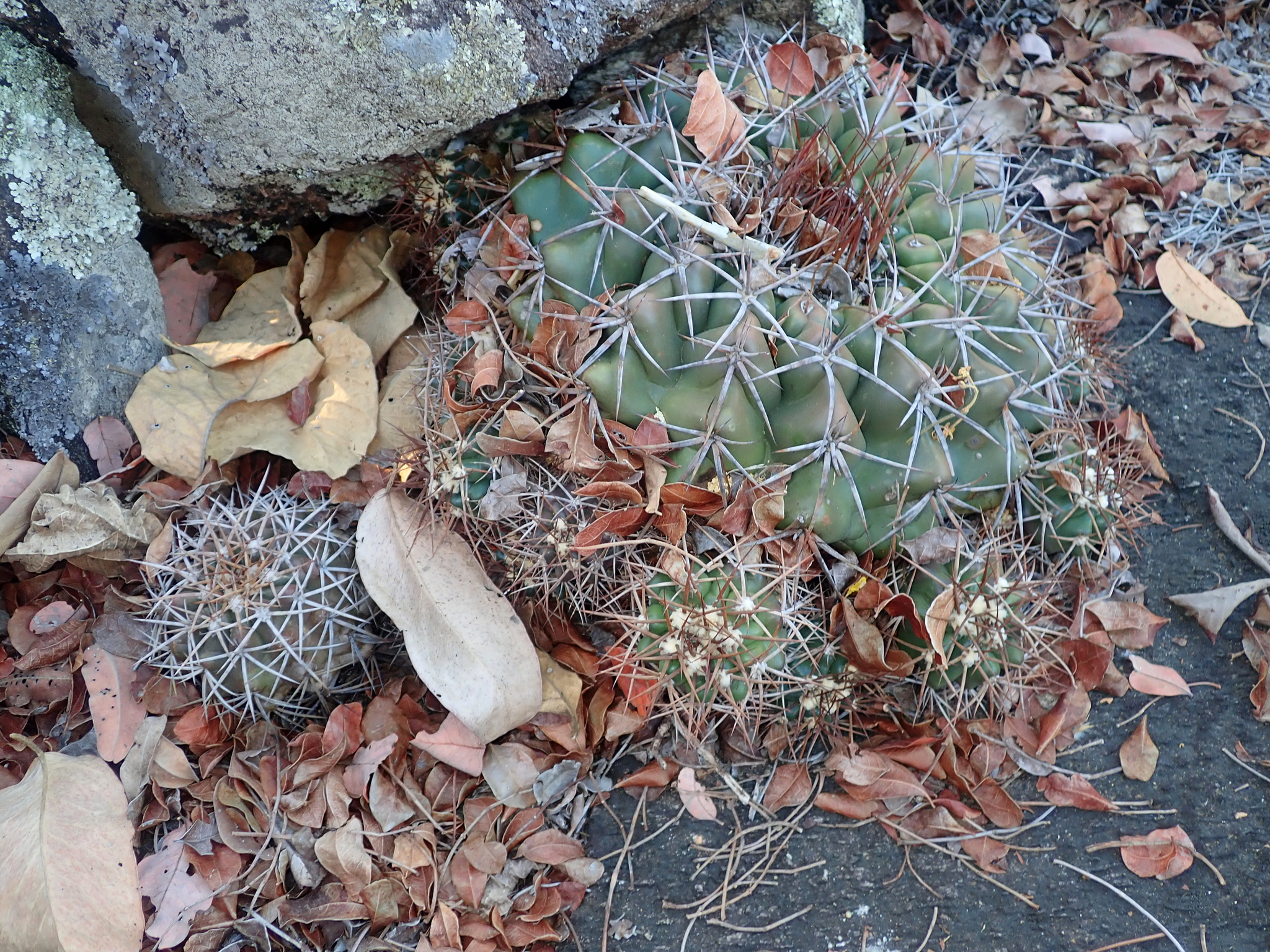
Planta en su hábitat

El área de distribución nativa de esta especie es el centro de Brasil y crece principalmente en el bioma tropical estacionalmente seco, a elevaciones de unos 650 metros sobre el nivel del mar.
Se desarrolla expuesta a pleno sol junto con bromeliáceas, creciendo sobre rocas exfoliantes de formaciones de granito intercaladas con humus.

## Taxonomía
Discocactus diersianus fue descrita por el botánico brasileño Eddie Esteves Pereira y publicada por primera vez en la revista científica Cactus and Succulent Journal 51: 179 en 1979.

Etimología
- Discocactus: nombre genérico formado a partir de las palabras griegas diskos (que significa 'disco', en el sentido de 'plano') y kaktos (que significa 'cardo' o 'planta espinosa'), haciendo referencia al carácter discoidal y aplanado de la mayoría de sus especies.[4]
- diersianus: epíteto específico otorgado en honor al botánico alemán y especialista en cactus Lothar Diers.[5]

### Subespecies
Actualmente se distinguen tres subespecies:
| Imagen | Subespecie                                                                                         | Descripción | Distribución                   |
| ------ | -------------------------------------------------------------------------------------------------- | --- | ------------------------------ |
|        | Discocactus diersianus subsp. cephaliaciculosus (Buining & Brederoo ex P.J.Braun & Esteves) Guiggi | Presenta un cefalio densamente cubierto de espinas, las cuales son más largas y prominentes en comparación con la subespecie nominal. Estas espinas adicionales le confieren un aspecto más espinoso al cefalio. | Norte de Brasil (Tocantins)    |
|        | Discocactus diersianus subsp. diersianus                                                           | Presenta un cefalio blanco con espinas rígidas y rectas de color rojo oscuro a negro, que pueden alcanzar hasta 2 cm de longitud.                                                                                | Centro oeste de Brasil (Goiás) |
|        | Discocactus diersianus subsp. nudicephalus (P.J.Braun & Esteves) Guiggi                            | Presenta un cefalio casi desprovisto de espinas, lo que le da un aspecto más limpio o "desnudo" en comparación con las otras subespecies.                                                                        | Norte de Brasil (Tocantins)    |

Sinonimia
- Sinónimos de Discocactus diersianus subsp. cephaliaciculosus:
  - Discocactus cephaliaciculosus Buining & Brederoo ex P.J.Braun & Esteves (1995)

- Sinónimos de Discocactus diersianus subsp. diersianus: (no tiene)
- Sinónimos de Discocactus diersianus subsp. nudicephalus:
  - Discocactus cephaliaciculosus subsp. nudicephalus P.J.Braun & Esteves (1995)

## Estado de conservación
En la Lista Roja de Especies Amenazadas de la UICN, la especie está clasificada como “En Peligro de Extinción (EN)”.
Las principales amenazas que sufre la especie se deben al deterioro del hábitat por efecto de la recolección ilegal, la extracción de rocas (canteras), la ganadería y la tala de plantas por parte de los agricultores para que los cactus no dañen al ganado.

## Usos
Se cultiva raramente como planta ornamental y su propagación se realiza normalmente a través de semillas o injertos.